# Mani Nouri
 (décembre 2022).
Si vous disposez d'ouvrages ou d'articles de référence ou si vous connaissez des sites web de qualité traitant du thème abordé ici, merci de compléter l'article en donnant les références utiles à sa vérifiabilité et en les liant à la section « Notes et références ».
En pratique : Quelles sources sont attendues ? Comment ajouter mes sources ?
Mani Nouri,, (en persan : مانی نوری), né à Téhéran (Iran), est un acteur, artiste visuel et réalisateur iranien,.

## Carrière
Sa carrière artistique débute dans son enfance en jouant dans une série populaire de télévision, Zizigooloo. Mani Nouri a joué dans diverses séries télévisées. Ensuite il entre au cinéma et théâtre et il continue à jouer dans plusieurs films comme Chérie, je ne suis pas dans mon assiette. En 2004, il a réalisé son premier documentaire au sujet des victimes de guerre au monde, Les Larmes Noires est aussi un projet au sujet des victimes de guerre. Il a aussi créé des projets visuels au Canada ayant pour but de montrer l’immigration et aussi la différence des cultures.

## Filmographie

### Comme acteur

#### Séries télévisées
- 1994 : Tabeta a.k.a Zizigooloo[7], réalisée par Marzie Boroomand
- 1995 : Jong 77, réalisé par Mehran Modiri
- 1996 : Hotel, réalisée par Marzie Boroomand
- 1998 : Gholamhosseinkhan, réalisée par Marzie Boroomand
- 1999 : Tehran 11, réalisée par Marzie Boroomand
- 2000 : La Maison[8], réalisé par Masood Keramati
- 2002 : Afagh Mother's House, réalisé par Rasoul Najafian
- 2002-3 : Stars, Mani Nouri
- 2003 : The Magic Land[9], réalisé par Siamak Shayeghi
- 2007 : Innocent, Mani Nouri
- 2010-2011 : Us, Mani Nouri
- 2012 : Yallan
- 2013 : La Haine en vente
- 2014 : Le Dernier Roi

#### Au cinéma
- 1994 : La fuite
- 1999 : Telephone, réalisé par Masoud Keramati
- 2000 : Sweet Jam[10],[11],[12], réalisée par Marzie Boroomand
- 2001 : Chérie, je ne suis pas dans mon assiette[13], réalisé par Mohammad Reza Honarmand

- 2014 : La Ville des souris, réalisée par Marzie Boroomand

## Théâtre
- 1999-2000 : Richard III, réalisé par Davood Rashidi
- 2008-2009 : le monde de la rue

## Shows et courts métrages
- 2000 : Hasan Kachal
- 2003 : La Planète verte

### Comme scénariste-réalisateur

#### Au cinéma
- 2002-2003 : Saint-Paul et ses adultes
- 2003 : Un arbre qui pleure
- 2004 : W
- 2005 : La scène comme tell
- 2008 : Le Fil de Destin (The destiny)
- 2008 : Les Larmes noires (Black Tears)
- 2008 : Safoora
- 2008-2009 : Les tristesses d'Iran (Iran's sadness)
- 2009 : Momo : la victime d'immigration (Experimental)
- 2009 : Arezoo (Experimental)
- 2010 : Aghajoon
- 2011 : Une place sans ciel
- 2012 : Le ciel noir
- 2012 :  Il ne m'aime pas
- 2012 : Je suis Moderne (Faux documentaire)